# Begraafplaats van Landrecies
De Begraafplaats van Landrecies is een gemeentelijke begraafplaats in de Franse gemeente Landrecies in het Noorderdepartement. De begraafplaats ligt 700 m ten zuidoosten van centrum langs de weg naar Maroilles.

## Britse oorlogsgraven
Op de begraafplaats bevinden zich 57 graven van gesneuvelden uit de Eerste Wereldoorlog (waaronder 11 niet geïdentificeerde) en 8 graven uit de Tweede Wereldoorlog. Ze liggen verspreid in 6 perken en enkele individuele graven tussen de burgerlijke.
In het grootste perk dat werd ontworpen door George Goldsmith staat het Cross of Sacrifice met ernaast een Duits monument voor de gesneuvelden. Er ligt ook 1 Russische krijgsgevangene onder een Frans kruis. Deze graven worden onderhouden door de Commonwealth War Graves Commission. In de CWGC-registers staat de begraafplaats geregistreerd onder Landrecies Communal Cemetery.
Elders in de gemeente ligt nog een Britse militaire begraafplaats, genaamd Landrecies British Cemetery.

### Geschiedenis
Na de hevige gevechten tussen de Britse en Duitse troepen in de omgeving van Mons in augustus 1914 moest het Britse Expeditieleger zich terugtrekken. In de omgeving van Landrecies waren hevige achterhoedegevechten en op 25 augustus 1914 kwam de gemeente in Duitse handen en bleef dit tot het op 4 november 1918 door de 25th Division bevrijd werd. De begraafplaats werd door de Duitse troepen gebruikt voor het begraven van hun doden maar na de wapenstilstand werden deze graven verwijderd.
Er liggen 55 Britten en 1 Australiër begraven. Voor 2 Britten werden Special Memorials opgericht omdat men hun graven niet meer terugvond en men aanneemt dat ze zich onder de naamloze zerken bevinden.

## Graven
- op deze begraafplaats ligt Robert Cornwallis Maude, 6th Viscount Hawarden (Burggraaf)[2], luitenant bij de Coldstream Guards. Hij sneuvelde op 26 augustus 1914.

### Alias
- luitenant Robert Cornwallis Maude diende onder het alias R.C. Hawarden bij de Coldstream Guards.